# 尾川智子
尾川 とも子（おがわ ともこ、本名：尾川 智子、1978年4月14日 - ）は、日本人女性初のプロクライマー。スポーツクライミング解説者。2020東京オリンピック・パラリンピック教育事業講師。スポニチ評論家。コメンテーター。ボルダリング講師。アウトドアアドバイザー。田原市ふるさと観光大使。シートボルダリング開発。
日本で、ボルダリングが広く知られるようになった草分け的存在の一人といえる。
日本人女性初のプロクライマーとして、数々の大会や高難度の岩に挑戦し、女性ボルダリングのグレードを押し上げてきた。
現在は二児のママさんクライマーとしても活躍。スポーツクライミング解説、NHK講師、タレント指導、講演、執筆活動や2020東京オリンピック教育事業講師としてイベントなどに参加し、ボルダリングの啓蒙を行なっている。出身地である愛知県田原市のふるさと観光大使でもある。
全国の小学校を始め、壁を借りる予算がなくてもどこでもボルダリングが楽しめるシートボルダリングを開発し、スポーツクライミングの新たな可能性として、その魅力を伝える活動を行っている。
2012年10月20日、女性として世界初の最高難度ボルダーグレードV14に成功。
2012年世界で一番活躍したクライマーに送られるGolden Piton賞（ボルダリング部門）を受賞。日本人では平山ユージ、小山田大に続く3人目であり、日本人女性としては初。
2013年にGolden Climbing Shoes賞にノミネートされるが、妊娠中のため授賞式に行けず辞退。
2014年11月Golden Climbing Shoes賞 受賞。
所属事務所は株式会社RIGHTS.

## 人物・来歴
- 愛知県立時習館高等学校を経て、2003年 早稲田大学理工学部応用物理学科卒業。
- 毛利衛がスペースシャトル・エンデバーで宇宙を飛行したこと（STS-47）に影響を受け、宇宙飛行士に興味をもつ[1]。宇宙飛行士を目指して東京大学理科I類を2度（現役時・1浪時）受験し失敗、結果としては早稲田大学へ進学（その早大においては、大槻義彦の授業を落とし留年も経験）。
- 日本一高いところに登れば日本一宇宙に近づけると、富士山に登ったのをきっかけに登山を始める。
- 高校時代は放送部に所属し、NHK全国放送コンテスト アナウンス部門に出場し、準々決勝まで勝ち進む。
- 大学時代ワンダーフォーゲル部に所属し、高難度の山を登るためアルパイン・クライミングの練習を始める。
- 2000年、富山国体の山岳競技に誘われたのをきっかけに22歳から本格的にフリークライミングを始め[1]、現在はロープを使わないボルダリングに集中している。日本人女性初のプロクライマーとして高難度の岩に挑戦し続けている[1]。
- 2012年、女性として最高難度ボルダーグレードV14（五段）に成功。世界初の快挙[2][3][4][5]。栃木県那須塩原市にある「カタルシス」という名前の岩のルート。小山田大初登によるもので、Daniel Woodsらによって再登され、V14が確定されている。ルーフと呼ばれる岩の形状を、まさに天井に張り付いていくように登っていき、2009年秋からトライし始め、3年の月日を経て完登。まさに岩の上ならぬ、岩の下にも三年の信念が貫かれた[6]。
- また、尾川が持つ記録は、2008年に完登した「カランバ」（完登当時日本人女性初の快挙）、2009年に完登した「ムタンテ」で、いずれも難度「V12」。
- 特技：一本指で懸垂。テレビなどでたびたび披露している。
- 趣味：落語。2009年9月から古今亭駿菊師匠につき落語を学ぶ。高座名もあり、すまいる亭岩雌（いわし）。何回か高座にもあがっている。ネタは、出来心、子ほめ、たらちね、転宅、道具屋。（歌うコンシェルジュで秦万里子がこれについて歌っている。）
- 『マツコの知らない世界』に出演時、山梨県の瑞牆山、大黒岩エリアにある無名のルートの名付けをマツコにお願いしたところ「とも子」と命名され、現在「とも子」初段として登られている。
- 2014年1月に男児を出産、2016年9月に女児を出産し二児の母となる。
- 2018年2月、東京オリンピックのスポーツクライミング追加正式種目の啓蒙を背負い、東京マラソンのゲストランナーとして参加し、６時間58分で完走。その様子がフジテレビにて放映された。
- 2019年8月、世界選手権を、場内とJ SPORTS、各局スポーツニュースにて解説。

## 成績
- 2000年 富山国体 準優勝
- 2001年 JFAユース選手権 3位
- 2002年 UIAAワールドカップイタリア 12位(日本人最高位)、UIAA International Event 19位
- 2003年 ASIAN X-games 優勝、世界選手権フランス 18位(日本人最高位)
- 2004年 UIAA world cup ITALY 11位、UIAA International Event 13位、IUAA world cup CHINA 10位(日本人最高位)
- 2005年 全米大会SEND FEST Salt Lake 優勝(日本人女性初)
- 2006年 ASIAN X-games 優勝

2008年〜 自然の岩場を活動の拠点とする。
- 2008年4月 日本人女性初となる難度V12「カランバ」を達成
- 2012年10月 世界で女性初となる難度V14「カタルシス」を達成[2][3][4][5]。2014年現在、世界で唯一V14を達成している女性となる。
- 2012年世界で一番活躍したクライマーに送られるGolden Piton賞（ボルダリング部門）を受賞[1]
- 2014年 Golden Climbing Shoes賞 受賞[1]

## TVCM
- ディノス「シャイプビートダブルコア」(2008)(20016)
- ディノス「AII NATURE」(2005)
- ポーラ「ホワイティシモ」 (2007)
- 藤井ビル「Fujii Building」 (2007)
- 三洋信販「ポケットバンク」(2004)

## イメージキャラクター
- アディダス「terreX」
- コナミスポーツクラブ「ボルダリング」
- ボルボ「V40 クロスカントリー」
- マツダ「NEWデミオ」
- フォード「Explore」
- オリンパス「μ790SW」
- ナイキ「ACG」
- ナイキ「WOMEN」
- PEACH JOHN「アスリート」
- ガシー・レンカー・ジャパン（ザ・プロアクティブカンパニー）化粧品
- アスリート家族「ざくみつ」
- ディノス 「シャイプビートダブルコア」
- ディノス 「AII NATURE」
- クーパービジョンジャパン  「コンタクトレンズ」

## モデル
- レスリー・キー 写真集「SUPER TOKYO」
- アラーキー 新聞連載「アラーキーのニッポン」
- 辰巳出版 「家でできる!ボディ改造3か月計画」

## アドバイザー
- adidas アウトドアアドバイザー
- コナミスポーツ　ボルダリングアドバイザー
- 田原市児童施設　ボルダリングアドバイザー

## メディア講師
- Let's!クライミング～ハマカーン編（BS1 NHK)
- Let’s!クライミング～親子ボルダリング編（BS1 NHK）
- チャレンジ！ホビー「壁に挑め！ボルダリング入門」（NHK)
- 日経GOODAY「尾川とも子のボルダリング入門」
- au CLIMBING CHALLENGE 尾川とも子が教える ボルダリングで"理想のカラダ"を手にいれよう！
- 「ようこそ！ボルダリングの世界へ」共同通信　全国・地方紙コラム連載

## 主なテレビ番組
- 中居正広の身になる図書館スポーツ!号外スクープ狙います! テレビ朝日 (2019年2月25日)
- マツコの知らない世界(2015年11月、TBS)
- トップランナー（2008年10月27日、NHK）
- ジャンクSPORTS （2008年11月30日、フジテレビ）3回出演
- いきなり!黄金伝説（2015年12月17日、テレビ朝日）
- たけしのスポーツ大将（2016年2月14日・2018年2月25日、テレビ朝日）
- Nikkei モーニングプラス（2016年2月19日、BS JAPAN）
- スーパーJチャンネル（2017年2月11日、テレビ朝日）
- Let's!クライミング（2017年4月 - 2018年3月、NHK BS1）
- ならデキ（2017年6月18日、テレビ朝日）
- 村上信五とスポーツの神様たち（2017年9月10日、フジテレビ）
- ぼくらの東京マラソン2018だから、走る。みんなの情熱42.195キロ（2018年2月25日、フジテレビ）
- スポーツスタジアム魂（2018年4月、中京テレビ）
- 沼にハマって聞いてみた（2018年10月2日、NHK Eテレ）
- NOGIBINGO!10（2018年12月1日）
- ナカイの窓
- 宇宙でイチバン逢いたい人（2008年12月18日、日本テレビ）
- すぽると! （2008年12月24日、フジテレビ）
- 魔女たちの22時（2009年5月12日、日本テレビ）
- The 女子力（2009年6月14日、NHK BS2）
- ヒミツのちからんど（2009年9月12日、NHK教育）
- スポケン!（2009年9月12日、メ～テレ）
- となりの子育て 「育てた人にきいてみる」（2010年1月30日、NHK教育）両親も出演
- ザ少年倶楽部プレミアム（2010年7月17日、NHK BS2）
- Vメシ!DREAM（2010年8月15日、フジテレビ）
- 人生が変わる1分間の深イイ話（2010年11月29日、日本テレビ）
- 世界まる見え!テレビ特捜部（2010年12月13日、日本テレビ）
- VS嵐（2010年12月16日・2011年6月23日、フジテレビ）クリフクライムにて通常2人で挑むところを1人での挑戦、追加グリップなし（2回目（2011年6月23日）は壁についているグリップも無しで完全に巨大な一枚岩との対戦）で挑み、どちらもパーフェクトを達成
- ザ!世界仰天ニュース（2011年4月6日、日本テレビ）
- 情報満載ライブショー モーニングバード!（2011年4月21日、テレビ朝日）「Ａウーマン」で赤江珠緒を指導
- めざましどようび （2011年6月18日、フジテレビ）
- 3D★3D（2011年6月26日、BSフジ）
- チャレンジ!ホビー『壁に挑め！ボルダリング入門』（2011年11月7日 - 12月26日、NHK Eテレ）講師
- 歌うコンシェルジュ（2011年12月9日、NHK総合）
- 女子才彩（2012年3月18日、BS-TBS）
- ナツメのオミミ（2012年5月14日、テレビ朝日）
- エルムンド（2012年9月、NHK BS1）
- サカジョ（2015年9月26日、チバテレビ）

- KUNOICHI（TBS）/SASUKE(TBS)/ /スッキリ！！（日本テレビ）/めざましテレビ（フジテレビ）/ズームインスーパー（日本テレビ）/笑っていいとも！（フジテレビ）/トラの門スポーツ（テレビ東京）/スーパーニュース（東海テレビ）/渋谷スポーツカフェ（NHK）/人類が諦めかけた夢（日本テレビ）/オビラジR（TBS）/ＢＲＡＶＯ！（読売テレビ）/いっと６けん（NHK）/ ワンダフル（TBS）/しあわせロハス（ＢＳ朝日）/ 有言実行決死隊（テレビ東京）/すぽると（フジテレビ）/渋谷スポーツカフェ（NHK）/モーニングバード（テレビ朝日）/ヒミツのちからんど（ＮＨＫ）/めざましどようび（フジテレビ）オビラジR（TBS）/ワンダフル（TBS）/美向上計画（関西テレビ）/１Hセンス（フジテレビ）/クイズ＄ミリオネア（フジテレビ）/eo光ニュースK（eo光チャンネル）/元気のアプリ（日本テレビ）/女子才彩（BS　TBS）/スクール革命（日本テレビ）/イチハチ（ＴＢＳ）/挑戦者（テレビ朝日）/ココロの旅（関西テレビ）/エナジーチャージ（テレビ山口）/NEVER END(テレビ東京）/宇宙で一番逢いたい人（日本テレビ）/メジカラ（TBS）/フォーミュラニッポン（フジテレビCS）/GOOD LOOKN’ CLUB(日テレ)/YELL(TBS) /日本代表ＴＶ（ＣＳフジテレビ）/Get Sports(テレビ朝日)/サカジョ（チバテレビ）/幸せUP!（中京テレビ）//8020探検隊（フジテレビ）/iD/女神の勝負食/フォーミュラニッポンTV/ IDE’S BAR/a life/もしもムービーズ/Good Looking Club

## ラジオ
- 尾川とも子のはーとふるボルダリング（東海ラジオ）パーソナリティー

- 荻原次晴のニッポン応援団VIVA　JAPON/大谷ノブ彦のキキマス！/ＩＮＯ－ＫＯＮボンバイエ（毎日放送）/Weider Power Your Morning （J-WAVE）/ブラザーアース　presents NEO UNIVERSE～聴く宇宙～/FLIPLIPS（FM）/DEAR　PERTNER（FM）/ROUTE761（FM）/THE PRESENTS（FM）/チア☆スポ（東海ラジオ）/いつもふたりで（FM）/西田塾/２COOL!（東海ラジオ）/AVANTI (FM)/Kiss FM 神戸（FM）/ビビる大木のSPORTS☆STAR/ＨＡＰＰＩＮＥＳＳ！（J-wave）/チャレンジアスリート（ニッポン放送）/ドリームランナー（ニッポン放送）/ランデブー（J-wave）/LOHAS SUNDAY(J-wave)/ジャンヌダルクの娘たち（文化放送）/八代英輝のクロノス（FM）/ナンチャンのスポーツドリームズ（ニッポン放送）/リポビタンDチャレンジ　スポーツリアルトーク（ニッポン放送）/がんばれ！マネージャーズ！（ＴＢＳラジオ）/THE ROAD TO THE SUPER HERO/マネースポーツ！ /Sprit of Asia(J-wave)/APEX-i

## 雑誌・新聞・WEB

### スポーツクライミング関連

#### 雑誌表紙
ROCK&SNOW（山と渓谷社）/Ｗoman’s SHAPE(フィットネススポーツ)/free fan表紙（会報誌）

#### 雑誌
ROCK&SNOW（山と渓谷社）表紙・公式大会解説等/ free fan表紙（会報誌）/岳人（ネイチュアエンタープライズ）/Fortuna(三菱UFJモルガン・スタンレーPB証券)/Peaks(エイ出版社)/ガルヴィ（実業之日本社）/BE-PAL(小学館)/ｂ＊ｐ増刊（小学館）/ number(文藝春秋)/TARZAN(マガジンハウス)/ terminal(講談社) /WEDGE（JR東海）/なかよし（講談社）/ＯＳＪ（パワースポーツ）/OSJ BIBLE （パワースポーツ）/なるほど！ザ・インフォ（NISSAY）/TOKYO TREND RANKING（東京メトロ）/少年ライバル（講談社）/ソトコト（木楽舎）/Ｌ２５（リクルート）/Ｒ２５（リクルート）/Mc JOY(マクドナルド)/ライト＆ライフ(yonden)/ guddei(好日山荘)/Cen’s（セントラルフィットネス）/FLASH(光文社)/BiZNEXT(ビジネス誌)/ COVER（トランスメディア）/WARG(アデランス)/Body+(ミディアム)/月刊シー（クラッチ）/ヤマケイJOY（山と渓谷社）/FreeClimber(エイ出版)/Mt.(アウトドア誌)/ 月刊ラグビーマガジン/FreeClimber(エイ出版)/翼の王国（ANA）/Cabiネット（政府広報）/an.D (ダイワハウス)/ BRUTUS (マガジンハウス)
/P’s ANIMO(J-NET)/月刊美楽（美楽界）/CLIMBING（アメリカの雑誌）Gripped（カナダの雑誌）GORY（ポーランドの雑誌）/基金だより（厚生年金基金）/Z・ONE（全トヨタ労連広報誌）/ふれあい倶楽部（平安閣グループ）/月間日本語（アルク）/自己表現（芸術生活社） /月刊ＭＩＤＯsan（浄土真宗雑誌）/PHPスペシャル（PHP研究所）/フコク生命（会報誌）/CASEC　EYE（情報誌）/月刊なごや（北白川書房）/Disney FAN（講談社）/Link Club Newsletter/Ｗeb Designing/ PASSIO /SHE SENDS(アメリカのクライミング雑誌)/サランガ（韓国の山岳雑誌/力の意思（サンラワールド）/POWER WATCH(交通タイムス社)/素敵に生きる（ふれあいクラブ）/早稲田学報（会報誌）/挑戦者の素顔（Flying Star）/時習なごや（会報誌）/月刊ローソンチケット（ローソン）/東京医師歯科医師協同組合（会報誌）/致知（会報誌）/Tahara(広報誌)/IVY news(会報誌)/自動車会議所ニュース（会報誌）/Chigiri（中日ダイレクトデリバリーサービス）/ニッカンプラス（日刊）/ジュニアサッカー（会報誌）/ちばぎん（会報誌）/English JOURNAL(アルク)/sabra(小学館)/a.style(フリーペーパー)/person(朝日グラフ)/スポーツのひろば（会報誌）/Spo Pro Women（フリーペパー）/Ready Go!/Pocket Press(会報誌)/ 月刊消防（会報誌）/VS.(光文社)/PENTA(ワールドスポーツネットワーク)/インフォルモ（経営者年金）/PHPカラット（PHP研究所）/長野ロータリークラブ（会報誌）

#### 新聞
全国紙・各地方紙にて「ようこそ！ボルダリングの世界へ」コラム連載（共同通信）/わくわく探検（中日新聞）/地域新聞/こころは三河（中日新聞）/広報東久留米/見事な模範（東愛知新聞）/東海アスリート群像（毎日新聞）/とよはし市民の広場（東愛知新聞）/あの人に会った（毎日小学生新聞）/独鮮直撃（東スポ）/絶壁登りにチャレンジ（東愛知新聞）/室内でフリークライミング（産経新聞）/何でもチャレンジ！（スポーツニッカン）/レッドロックオープン（スポーツ報知・九州スポーツ・読売新聞・日刊スポーツ・西日本スポーツ）/スポーツの女神（東愛知新聞）/ゆめ人きらり（中日新聞）/ジャンプ（読売新聞）/スポニチ（新聞）/スタートライン（聖教新聞）/夢追いかけよう（中日新聞）/pop style（読売新聞）/一日署長（東愛知新聞）/夢はずっと思い続けること（東愛知新聞）/挑戦への道（下野新聞）/努力すれば夢かなう（東愛知新聞）/ふるさと事業（タカサキ新聞）/ユメセン（愛国新聞）/世界選手権へ（東日新聞）/世界の岩壁に挑む（朝日新聞）/いま、煌く（東愛知新聞）/人・story（フジサンケイビジネスアイ）/助かる命を助けられる国に（フジサンケイビジネスアイ）/中部の美人アスリート（中日新聞）/すてき私流（読売新聞）/star（マレーシア新聞）/タウンズプレーヤー名鑑（WEST・TOWN）/スポーツアドベンチャー！（日刊スポーツ）/スポーツ随想（自衛隊新聞）/子どもら壁登り（伊勢新聞）（中日新聞）/ジャンプ（読売新聞）/スマイル♡カフェ（公明新聞）

#### ウェブ
日経GOODAYにて「ボルダリング入門」連載/NIKKEI STYLE　/Sports navi DO /スポーツ魂テンツ/tokyo faves /au CLIMBING CHALLENGE/スポドルッ！（毎日新聞ウェブ）/風華絶代（中国動画サイト）/ ＯＣＮ　Juicy Style(パワースポーツ)/覚悟の瞬間/ 民のチカラ２(Biglobe)/ヴィーナスアスリートチャンネル/adventure seekers/脊山真理子のスポーツのある風景/ピートのふしぎなガレージ（三菱自動車）

### 美容・ダイエット関連関連
- with（講談社）/ spring（宝島社）/楽天マガジン/花椿（資生堂）/re-quest QJ（美容業界情報誌）/Ｗoman’s SHAPE(フィットネススポーツ)にて表紙/CREA (文藝春秋)/ティップネス（会報誌）/Vingtaineヴォンテーヌ（アシェット婦人画報社）/FRaU(講談社)/ 大人の暮らし方　スタイリング彩/number DO(文藝春秋)/トレーニングマガジン（ベースボール・マガジン社）/ニッカンプラス（日刊新聞）/ Cen’s（セントラルフィットネス）/ルネクラブ（ルネッサンス）/Dear（エスクァイア マガジン ジャパン）/Tippness Press（ティップネス）/VOCE(講談社)/ number(文藝春秋)/TARZAN(マガジンハウス)/msnビューティースタイル(ウェブ）

### 進路関連
ROLMO（雑誌）/森永ダース　ダースノート/早稲田WEEKLY/早稲田みらい設計ガイドブック/日経経理ウーマンにて「わたしの金銭哲学」/親ゼミ中１（ベネッセ）/Challenge Style中2（ベネッセ）/早稲田理工plus(会報誌)/17歳のキャリアデザイン（ライオン企画）/体育会就職読本（会報誌）/早稲田応用物理会（会報誌）/DODA　チャレンジャー（ウェブ）/天職発見（日経新聞）/人事ドットコム（ウェブ）

### 健康関連
健康美女見つけた！（日刊スポーツ）/健康づくり（サンライフ企画）/冷えたモルツと幸せな瞬間！今夜のごほうび～ヘルシー春巻き（TV）/安心（マキノ出版）/アサヒフード（ウェブ）私流健康法/ヘルスケアレストラン（日本医療企画）/ジャストヘルス（法研）/健康体力NEWS（会報誌）/Yomy/健康美女見つけた！（日刊スポーツ）/志るべ（会報誌)

### キッズ関連
家族のことを話そう（東京新聞）/名手探訪（朝日新聞）子育てクライマー/子とともに（ゆう＆ゆう）/SMILE（高橋開発株式会社)/家族（中日新聞）

## 出版物
- クライミングで美しい身体を手に入れる! 尾川智子のボルダリングBasic（スキージャーナル、2011年5月13日発売）
- The Cliff（ザ・クリフ） 尾川智子ボルダリングトライアル（マジカル、2009年4月24日）
- 壁に挑め！ボルダリング入門（NHK出版、2011年10月25日発売）
- 誰でもはじめられるボルダリング成美堂出版、2018年8月30日発売）

## 講演
- 「JFAこころのプロジェクト」の夢先生（通称：ユメセン）のメンバーであり、全国の小学校を訪問。
- 壁を乗り越えて〜次なる頂点へ登り続ける〜[1]

- 大和ハウス工業長野支店/大和ハウス工業豊橋支店/大和ハウス工業愛知北支店/川崎重工明石工場/住友林業株式会社北陸支店/サークルKサンクス/株式会井桁藤/株式会社興建社/清水建設横浜支店/NTTファシリティーズ関西/四国IBMユーザー研究会/日立製作所/首都圏ロンシール会総会/株式会社たけびし/町田市民フォーラム/ダイダン株式会社名古屋支社/一宮青年会議所/医療福祉専門学校緑生館看護学科同窓会/小雀建設/長野ロータリークラブ/富良野青年会議所/東三河神社関係大会/東洋建設株式会社/第一工業株式会社/株式会社松村組株式会社広島支店/豊田市防火危険物安全協会/埼玉懇話会県西地区/エグゼクティブフォーラムinふくしま/(公社)建設荷役車両安全技術協会愛知県支部/七十七銀行石巻支店/日本フィールドエンジニアリング/きんでん中部支社/ジブラルタル生命/田原ロータリークラブ/愛知電業協会/トヨタ自動車下山工場/若築建設株式会社・西日本築友会/鹿島建設㈱関西支店鹿島関西鹿栄会/田原ライオンズクラブ/中部コンクリート圧送事業連合会/三和化成工業株式会社/東京都練馬区教育委員会/営ニ懇話会/自動車産業安全衛生大会/MDRT日本会東海ブロック/ミヤマ工業/高松建設株式会社/馬野建設株式会社/鴻友会大阪支部/みずほドリームパートナー/ジブラルタル生命/コニシベステム工業会/鹿嶋工業株式会社/ミツトヨ/愛知県立時習館高校同窓会名古屋支部/愛知ロータリークラブ/研修船きそ丸/職業能力開発協会/京セラ協同組合/白河パナソニック半導体労働組合/山本精工/アルプス電気/高岡ＪＣ/東京海上日動あんしん生命保険株式会社/日立製作所労働組合/白川ＪＣ/東三河稲門会/日本スポーツ歯科医学会/横河電機株式会社/ソレイユさがみ/日立オートモティブシステムズ株式会社/クーパービジョンジャパン株式会社/土浦青年会議所/東海地区高等学校山岳部会/東海地区青年会議所研修船とうかい号/鹿児島県新卒就活セミナー/那須塩原商工会/田原市小中学校PTA連絡協議会/あすかビルメンテナンス協会

- 田原市神戸小学校/田原市立六連小学校/ひたちなか市市毛小学校/鉾田市諏訪小学校/釜石市平田小学校/気仙沼児市中井小学校/中土佐町久礼小学校/韮崎市韮崎北東小学校/鹿角市八幡平小学校品川区城南第二小学校/新宿区柏木小学校/浜田市今市小学校/浜田市和田小学校/浜田市市木小学校/浜田市木田小学校/品川区鎌ヶ谷小学校/越前市南越小学校/福岡市田村小学校/田原市東部小学校/蓋ひたちなか市堀口小学校/高梁市高梁小学校/宮古市山口小学校/石巻市稲井小学校/土佐市蓮池小学校/鹿角市花輪北小学校/秋田市明徳小学校長岡市坂之上小学校/東京都父島小学校/東京都母島小学校/越前市岡本小学校/越前市味真野小学校/相馬郡新地小学校/田原市野田小学校/神栖市植松小学校/高梁市冨家小学校/高梁市平川小学校/高梁市福地小学校/気仙沼市新城小学校/亘理町逢隈小学校/山形市出羽小学校/鹿角市尾去沢小学校/さいたま市沼影小学校/長岡市上川西小学校/鳥取市中野ノ郷小学校/越前市国高小学校/武生市武生第二小学校

## イベント
- ももクロ夏のバカ騒ぎライブゲスト
- 2018年東京マラソンゲストランナー
- 田原警察署一日署長

- 若松ボートレース場内ボルダリングジムレッドロックオープニングイベント/三宅島ボルダリング大会ゲスト/コナミスポーツクラブ川越店オープニングイベント/コナミスポーツクラブ池袋店オープニングイベント/つくばみらい市10周年記念イベント/アディダスプレゼンツRock6Wall/ボルダリングワークショップinロックランズ/昭島市クライミングイベント/なんばグラヴィティーリサーチイベント/キューブレディースイベント/カクタスボルダリングイベント/産政塾プロジェクトイベント/東久留米キッズイベント/ロッククラフトクリスマスイベント/aspotaイベント/鹿児島リバーサイドイベント/パンプ仮装イベント/パンプドラゴンGIG/桑原塾/岩手one moveイベント/ウェストロックレディースイベント/ナイキガールズイベント

東京2020オリンピック・パラリンピック施設見学ツアー/ももクロ夏のバカ騒ぎライブ/アリオ亀有/サンシャイン池袋/いちかわスポーツフェスタ/スポーツ大好き田原/キッズすスポーツウィーク羽田空港で遊ぼう/ABCハウジング/丸の内朝大学/サッポロファクトリーキッズイベント/豊橋ここにこキッズイベント/八王子住宅展示場愛知県日進市スポーツセンター祭//ゴールドジムFitWALL//埼玉歯科医師会ウォーキングイベント/津シティーマラソンゲスト/名古屋COP10/臓器移植会トークショー/
御嶽清掃イベント/小川山清掃イベント/ふくべボルダリングフェスティバル/小川山ボルダリングイベントアディダスブース/豊橋ふるためイベント

## スポンサー
- アディダス
- コナミスポーツクラブ

## 参照
1. 1 2 3 4 5 6 7  “尾川とも子プロフィール”.   株式会社RIGHTS.. 2016年3月5日時点のオリジナルよりアーカイブ。2016年8月26日閲覧。
2. 1 2 3  “Tomoko Ogawa Becomes First Woman to Climb V14”. DPM Climbing. (2012年10月20日).  オリジナルの2016年4月7日時点におけるアーカイブ。 2016年8月26日閲覧。
3. 1 2 3  Björn Pohl (2012年10月). “Tomoko Ogawa, first woman to boulder 8B+”. UK Climbing.  オリジナルの2016年3月5日時点におけるアーカイブ。 2016年8月26日閲覧。
4. 1 2 3  “First Woman to Boulder V14 (Video)”. Climbing. (2012年10月21日).  オリジナルの2012年10月24日時点におけるアーカイブ。 2016年8月26日閲覧。
5. 1 2 3  “Female V14 Barrier Broken By Tomoko Ogawa”. Climbing Narc. (2012年10月21日).  オリジナルの2016年3月5日時点におけるアーカイブ。 2016年8月26日閲覧。
6. ↑  ブログより